# Renée Dupuis Angers
Pour les articles homonymes, voir Renée Dupuis et Dupuis (homonymie).
Renée Dupuis Angers est une femme d'affaires et philanthrope québécoise née en 1925 à Montréal et morte le 24 février 2010. 
Elle est présidente du Groupe Rougier de produits pharmaceutiques.

## Distinctions
- 1995 :  Membre de l'Ordre du Canada[2]
- 1996 :  Officière de l'Ordre national du Québec[3]